# جون بي. ثاير
جون بي. ثاير (21 أبريل 1862 في الولايات المتحدة - 15 أبريل 1912) (بالإنجليزية: John Thayer) هو لاعب كريكت أمريكي. لعب مع Philadelphian cricket team ‏.

## وصلات خارجية
- جون بي. ثاير على موقع إي آس بي آن كريك إنفو (الإنجليزية)